# Tear Down These Houses
Tear Down These Houses è un brano della cantante Skin, scritto dalla stessa su musica di Andrea Guerra (autore della colonna sonora di La finestra di fronte), per la colonna sonora del film del 2008 Parlami d'amore di Silvio Muccino.
Tear Down These Houses è entrato nella rotazione radiofonica italiana, dall'11 gennaio, mentre il singolo è stato reso disponibile per il download digitale dal 15 gennaio.
Nel brano la chitarra è suonata da Luigi Schiavone, storico collaboratore di Enrico Ruggeri. Arrangiato e prodotto da Rocco Petruzzi

## Video musicale
Il videoclip, diretto da Marco Salom prodotto da Cattleya in collaborazione con Angel Film è entrato nella programmazione dei canali musicali a partire dal 14 febbraio 2008, la stessa data di uscita del film nelle sale Parlami d'amore.
Il video vede la cantante eseguire il brano, mentre su un letto sfatto si vedono proiettate immagini di Silvio Muccino e Carolina Crescentini, alternate a sequenze della stessa cantante.

## Tracce
1. Tear Down These House – 4:07

## Classifiche
| Classifica (2008) | Posizione massima |
| ----------------- | ----------------- |
| Italia            | 7                 |